# György Somlyó
György Somlyó (n. 28 noiembrie 1920, Balatonboglár, județul Somogy, Ungaria – d. 8 mai 2006, Budapesta, Ungaria) a fost un scriitor, poet maghiar, traducător din poezia franceză și spaniolă.
A fondat Academia „Széchenyi” a Scriitorilor și Artiștilor Maghiari.
A fost membru al Academiei Mallarmé din Franța.